# Maxence Danet-Fauvel
Maxence Danet-Fauvel, född 27 juni 1993 i Rouen, Frankrike, är en fransk skådespelare och modell, som framförallt blev uppmärksammad genom sin roll som Eliott Demaury i Skam France, en fransk adaption av den norska TV-serien Skam.
Danet-Fauvel började sin karriär som modell hos Elite Paris. Under två år studerade han skådespeleri vid en teaterskola. Sin första roll fick han i en kortfilm som skildrade en person som var beroende av heroin. I sin roll som Eliott Demaury i Skam France spelade han en bipolär karaktär, som precis börjat på en ny skola. Lucas Lallemant, spelad av Axel Auriant, och Eliott förälskar sig i varandra. Den tredje säsongen följer deras resa, med frågor som att acceptera sin homosexualitet, att komma ut ur garderoben, men även hur det är att leva med en bipolär person. Under prideparaden i Paris 2019 var Danet-Fauvel och Auriant två av paradens huvudnamn.
Hösten 2020 spelade han i den franska TV-serien Grand Hôtel, en fransk adaption av den spanska TV-serien Grand Hotel från 2011.